# Vicente López (jogador de beisebol)
Vicente López (1945 - Manágua, 10 de outubro de 2010) foi um jogador de beisebol da Nicarágua que atuava como receptor, sendo considerado o melhor em sua posição na história de seu país.
O presidente Daniel Ortega homenageou López em 19 de agosto de 2010 com a Ordem de "Distinción Deportiva" por sua contribuição ao esporte da Nicarágua.
Faleceu aos 55 anos de idade após lutar vários meses contra um câncer.